# Marquesado de Belmonte
El marquesado de Belmonte es un título nobiliario español creado el 11 de enero de 1613 por el rey Felipe III en favor de Cristóbal Gómez de Sandoval Rojas y de la Cerda, I duque de Uceda, hijo de Francisco Gómez de Sandoval Rojas y Borja, I duque de Lerma (entre otros títulos), y su esposa Catalina de la Cerda y Manuel de Portugal.
Su denominación hace referencia al municipio de Belmonte, en la provincia de Cuenca.
Desde 2019 su poseedora es María del Pilar Pastor y de Latorre, hija de la XV duquesa de Uceda.

## Marqueses de Belmonte
|                         | Titular                                                     | Periodo                 |
| Creación por Felipe III | Creación por Felipe III                                     | Creación por Felipe III |
| ----------------------- | ----------------------------------------------------------- | ----------------------- |
| I                       | Cristóbal Gómez de Sandoval Rojas y de la Cerda             | 1610-1624               |
| II                      | Francisco Gómez de Sandoval Rojas y Padilla                 | 1624-1635               |
| III                     | Felicia de Sandoval y Urbino                                | 1635-1671               |
| IV                      | Isabel María de Sandoval y Girón                            | 1671-1711               |
| V                       | Manuel Gaspar Gómez de Sandoval Téllez-Girón                | 1711-1732               |
| VI                      | Francisco Javier Pacheco Téllez-Girón                       | 1732-1750               |
| VII                     | Andrés Manuel Alonso Pacheco Téllez-Girón y Toledo          | 1750-1789               |
| VIII                    | Diego Fernández de Velasco                                  | 1789-1811               |
| IX                      | Bernardino Fernández de Velasco Pacheco y Téllez-Girón      | 1811-1851               |
| X                       | José María Bernardino Silverio Fernández de Velasco y Jaspe | 1851-1869               |
| XI                      | Francisco de Borja Téllez-Girón y Fernández de Velasco      | 1869-1897               |
| XII                     | Victoria Fernández de Velasco y Knowles                     | 1897-¿?                 |
| XIII                    | Ángela María Téllez-Girón y Duque de Estrada                | ¿?-1994                 |
| XIV                     | María del Pilar de Latorre y Téllez Girón                   | 1994-2019               |
| XV                      | María del Pilar Pastor y de Latorre                         | 2019 - Act              |

## Historia de los marqueses de Uceda

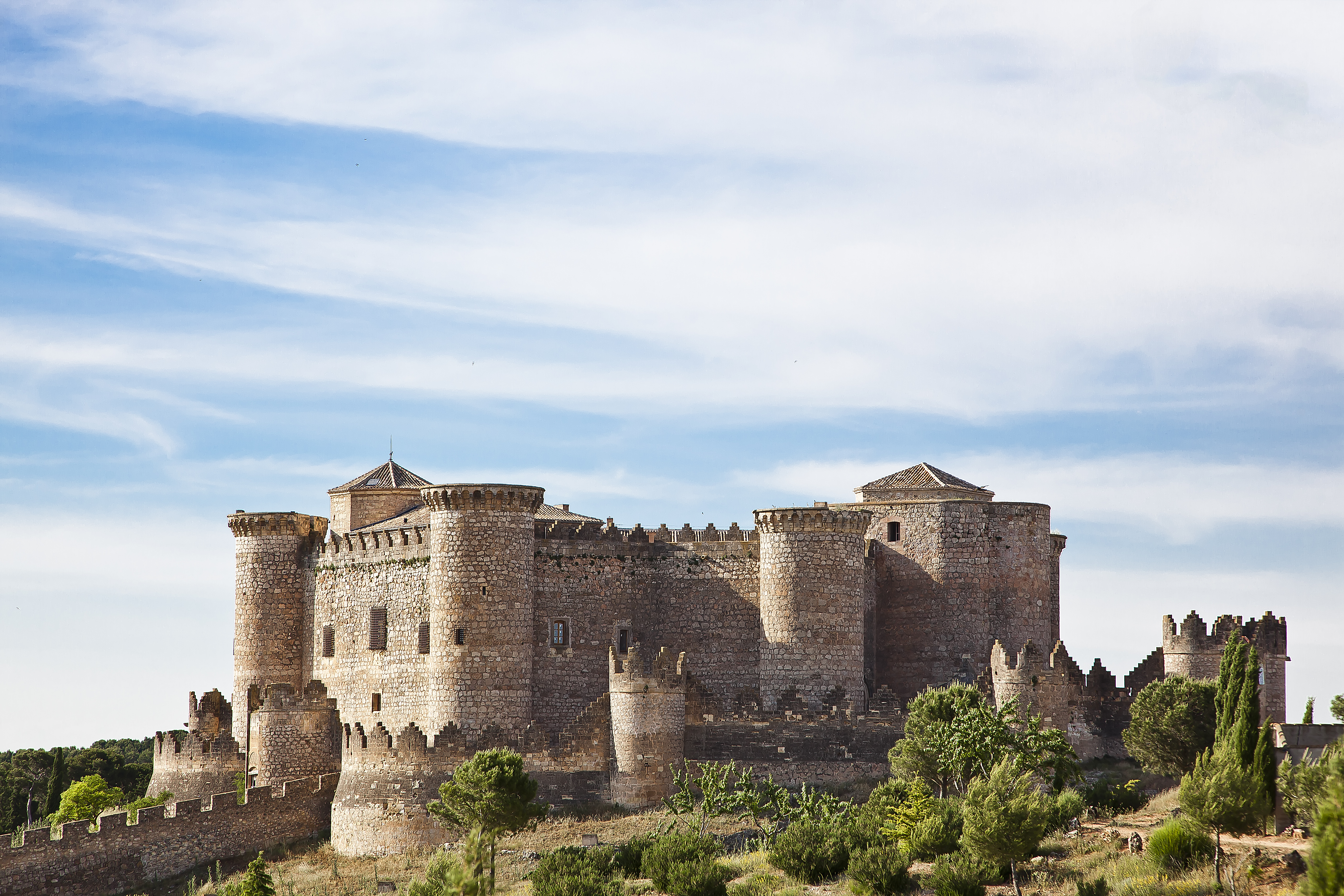
Castillo de Belmonte, mandado a construir por el marqués de Villena.

- Cristóbal Gómez de Sandoval-Rojas y la Cerda (12 de abril de 1577-Alcalá de Henares, 31 de mayo de 1624), I marqués de Belmonte, I duque de Uceda, I duque de Cea ad personam, I marqués de Cea, valido de Felipe III, del Consejo de Estado y de Guerra, caballero de la Orden de Santiago.[3]

Casó con Mariana Manrique de Padilla y Acuña. Le sucedió su hijo:
- Francisco Gómez de Sandoval Rojas y Padilla (m. 13 de noviembre de 1635), II marqués de Belmonte, II duque de Uceda, II duque de Cea, VI marqués de Denia, II marqués de Cea, II conde de Ampudia, XI conde de Buendía, IV conde de Santa Gadea, adelantado mayor de Castilla.[4]

Casó el 29 de noviembre de 1612 con Feliche Enríquez de Cabrera Colonna, hija de Luis Enríquez de Cabrera y Mendoza, IV duque de Medina de Rioseco, y su esposa Vittoria Colonna Henríquez-Cabrera. Le sucedió su hija:
- Felisa de Sandoval y Rojas Ursino (m. 1671), III marquesa de Belmonte, III duquesa de Uceda.[4]

Casó con Gaspar Téllez-Girón y Sandoval, V duque de Osuna, V marqués de Peñafiel, IX conde de Ureña etc. Le sucedió su hija:
- Isabel María de Sandoval y Girón (1653-1711), IV marquesa de Belmonte, IV duquesa de Uceda.[5]

Casó el 16 de julio de 1677, en Madrid, con Juan Francisco de Pacheco Téllez-Girón y Velasco (1649-1718), III conde de la Puebla de Montalbán, I marqués de Menas Albas, virrey de Sicilia etc. Le sucedió su hijo:
- Manuel Gaspar Alonso Pacheco Téllez-Girón y Sandoval (Madrid, 11 de abril de 1676-1732), V marqués de Belmonte, V duque de Uceda, IV conde de la Puebla de Montalbán, comendador mayor en la Orden de Alcántara.[5]

Casó con su prima carnal Josefa Antonia María Álvarez de Toledo y Portugal, hija de Manuel Joaquín Garcí-Álvarez de Toledo y Portugal, VIII conde de Oropesa, etc., y su esposa Isabel María Téllez-Girón. Le sucedió su hijo:
- Francisco Javier Pacheco Téllez-Girón y Toledo (Madrid, 16 de febrero de 1704-2 de enero de 1750), VI marqués de Belmonte, VI duque de Uceda, V conde de la Puebla de Montalbán, XIV señor de Gálvez y Jumela, tesorero perpetuo de las reales casas de la moneda de Madrid, gentilhombre de cámara del rey con ejercicio.[5]

Casó el 17 de julio de 1727, en Madrid, con su tía María Luisa Lucía Téllez-Girón Fernández de Velasco Tovar y Guzmán, XI marquesa de Berlanga, hija del IV duque de Osuna. Le sucedió su hijo:
- Andrés Manuel López Pacheco y Téllez-Girón, Acuña y López Sandoval y Pacheco (Puebla de Montalbán, 8 de noviembre de 1728-Madrid, 10 de julio de 1789), VII marqués de Belmonte, VII duque de Uceda, VI conde de la Puebla de Montalbán, IX marqués de Frómista, VII marqués de Caracena, XII marqués de Berlanga, VIII marqués de Toral, VII conde de Pinto, señor de Gálvez y Jumela, Osma, Berzosa, Alcubilla, las Moralejas, Inés, Samuñoz etc., caballero del Toisón de Oro y de la Orden de Carlos III, gentilhombre de cámara con ejercicio de los reyes Felipe V, Fernando VI y Carlos III de España, sumiller de corps del príncipe Carlos de Borbón (futuro Carlos IV de España), tesorero perpetuo de las reales casas de la moneda de Madrid.[7]

Casó el 15 de septiembre de 1748, en Madrid, con su prima carnal María de la Portería Fernández de Velasco Tovar y Pacheco (1735-1796), VIII condesa de Peñaranda de Bracamonte, XVIII condesa de Luna, VI marquesa del Fresno. Le sucedió su hijo, nacido Diego Pacheco Téllez-Girón Gómez de Sandoval, que por imposición de las cláusulas del mayorazgo del ducado de Frías, tuvo que cambiar su apellido y llevar el de Fernández de Velasco:
- Diego Fernández de Velasco (Madrid, 8 de noviembre de 1754-París, 11 de febrero de 1811), VIII marqués de Belmonte, VIII duque de Uceda, XIII duque de Frías, XIII duque de Escalona, X marqués de Frómista, VIII marqués de Caracena, XIII marqués de Berlanga, IX marqués de Toral, VI marqués de Cilleruelo, XII marqués de Jarandilla, XIII marqués de Villena, VIII conde de Pinto, VII marqués del Fresno, X marqués de Frechilla y Villarramiel, X marqués del Villar de Grajanejos, XVII conde de Haro, XVII conde de Castilnovo, XVII conde de Alba de Liste, XIX conde de Luna, VII conde de la Puebla de Montalbán, IX conde de Peñaranda de Bracamonte, XV conde de Fuensalida, IX conde de Colmenar de Oreja, XV conde de Oropesa, XIV conde de Alcaudete, XIV conde de Deleytosa, XII conde de Salazar de Velasco, caballero de la Orden del Toisón de Oro y de la Orden de Santiago.[10]

Casó el 17 de julio de 1780, en Madrid, con Francisca de Paula de Benavides y Fernández de Córdoba (1757-1827), hija de Antonio de Benavides y de la Cueva, II duque de Santisteban del Puerto etc. Le sucedió su hijo:
- Bernardino Fernández de Velasco Pacheco y Téllez-Girón (20 de junio de 1783-28 de mayo de 1851), IX marqués de Belmonte, IX duque de Uceda, XIV duque de Frías, XIV duque de Escalona, XI marqués de Frómista, IX marqués de Caracena, XIV marqués de Berlanga, X marqués de Toral, XIV marqués de Villena, IX conde de Pinto, VIII marqués del Fresno, XIII marqués de Jarandilla, XI marqués de Frechilla y Villarramiel, XI marqués del Villar de Grajanejos, XVIII conde de Haro, XVIII conde de Castilnovo, XIII conde de Salazar de Velasco, XVIII conde de Alba de Liste, XX conde de Luna, VIII conde de la Puebla de Montalbán, X conde de Peñaranda de Bracamonte, XVI conde de Fuensalida, X conde de Colmenar de Oreja, XVI conde de Oropesa, XV conde de Alcaudete, XV conde de Deleytosa, caballero del Toisón de Oro y de la Orden de Calatrava, embajador en Londres, consejero de Estado durante el trienio constitucional (1820-1823), enviado a París en 1834 como representante especial en la negociación y firma de la cuádruple alianza, presidente del gobierno (1838).[11]

Casó en primeras nupcias en 1802 con María Ana Teresa de Silva Bazán y Waldstein (m. 1805), hija de José Joaquín de Silva Bazán y Sarmiento, IX marqués de Santa Cruz, X marqués del Viso, VII y último marqués de Bayona, VI marqués de Arcicóllar, conde de Montauto, y conde de Pie de Concha. Sin descendientes de este matrimonio.
Casó en segundas nupcias con María de la Piedad Roca de Togores y Valcárcel (1787-1830), hija de Juan Nepomuceno Roca de Togores y Scorcia, I conde de Pinohermoso, XIII barón de Riudoms.
Casó en terceras nupcias (matrimonio desigual, post festam, legitimando la unión de hecho) con Ana Jaspe y Macías (m. 1863). Le sucedió su hijo:
- José María Bernardino Silverio Fernández de Velasco y Jaspe (París, 20 de junio de 1836-20 de mayo de 1888), X marqués de Belmonte, XIV conde de Salazar de Velasco, XV duque de Frías, XX conde de Haro, XVII conde de Fuensalida, XVII conde de Oropesa, XII marqués de Villar de Grajanejos, XV marqués de Berlanga, XI marqués de Toral, X marqués de Caracena, IX marqués del Fresno, XII marqués de Frómista, XII marqués de Frechilla y Villamarriel, XIV marqués de Jarandilla, XVI conde de Alcaudete, XVI conde de Deleytosa, XXII conde de Luna, XI conde de Colmenar de Oreja, caballero de la Real Maestranza de Sevilla, XII conde de Peñaranda de Bracamonte.[14]

Casó en primeras nupcias en 1864 con Victoria Balfe (1837-1871), cantante de ópera, y en segundas nupcias, en 1880, con María del Carmen Pignatelli de Aragón y Padilla (n. 1855). Le sucedió su sobrino, hijo de Bernardina María de la Presentación, X duquesa de Uceda, y su esposo Tirso María Téllez-Girón y Fernández de Santillán:
- Francisco de Borja Téllez-Girón y Fernández de Velasco (Madrid, 10 de octubre de 1839-8 de julio de 1897), XI marqués de Belmonte, XI duque de Uceda, XV duque de Escalona, IX conde de la Puebla de Montalbán, XV marqués de Villena, XIX conde de Alba de Liste, XI conde de Pinto, doctor en derecho, senador del reino por derecho propio, caballero de la Orden de Santiago, Gran Cruz de Carlos III, gentilhombre de cámara de Isabel II, Alfonso XII y de la reina regente de España.[15]

Casó el 15 de octubre de 1867, en Madrid, con Ángela María de Constantinopla Fernández de Córdoba y Pérez de Barradas. Le sucedió la única hija de Bernardino Fernández de Velasco Pacheco y Balfé, XVI duque de Frías etc., y su esposa Mary Boleyn Cecilia Knowles:
- Victoria Fernández de Velasco y Knowles, XII marquesa de Belmonte, XII marquesa de Caracena, XIV marquesa de Frechilla y Villarramiel, XVI marquesa de Jarandilla, XIV marquesa de Villar de Grajanejos, XVIII condesa de Alcaudete, XVI condesa de Salazar de Velasco, XIII condesa de Colemar de Oreja, XVIII condesa de Deleytosa.[14]

Le sucedió la hija única de Mariano Téllez-Girón y Fernández de Córdoba, XV duque de Osuna etc., y su esposa Petra Duque de Estrada y Moreno:
- Ángela María Téllez-Girón y Duque de Estrada (Pizarra, Málaga, 7 de febrero de 1925-Sevilla, 29 de mayo de 2015), XIII marquesa de Belmonte, XIV duquesa de Uceda, XVI marquesa de Villafranca del Bierzo, XX condesa de Ureña, XII marquesa de Jabalquinto, XX condesa-XVII duquesa de Benavente, XVI duquesa de Arcos, XIX duquesa de Gandía, XVIII marquesa de Lombay, XX duquesa de Medina de Rioseco, XVI condesa de Peñaranda de Bracamonte, XIII condesa de Pinto, XIII condesa de la Puebla de Montalbán, IX duquesa de Plasencia, XVII marquesa de Frechilla y Villarramiel, XX condesa de Oropesa, XIV marquesa de Toral, XXI condesa de Alcaudete, XVIII marquesa de Berlanga, XVII condesa de Salazar de Velasco, XVII marquesa de Jarandilla, XIV marquesa de Villar de Grajanejos, XV marquesa de Frómista, XIX duquesa de Escalona, XX condesa de Fuensalida, dama de la Real Maestranza de Caballería de Zaragoza y de la de Valencia, Gran Cruz de la Orden Constantiniana de San Jorge, de la Orden de Malta, de la Orden del Santo Cáliz de Valencia y de la Real Asociación de Hidalgos a Fuero de España.[16]

Casó en 1946 en primeras nupcias, en Espejo (Córdoba), con Pedro de Solís-Beaumont y Lasso de la Vega (1916-1959), caballero maestrante de Sevilla, y en segundas, en 1963, con José María de Latorre y Montalvo (1922-1991), VII marqués de Montemuzo, VIII marqués de Alcántara del Cuervo. El 21 de noviembre de 2019, previa orden del 13 de mayo para que se expida la correspondiente carta de sucesión (BOE del 6 de junio), le sucedió su hija:
- María del Pilar de Latorre y Téllez Girón (n. Madrid, 16 de junio de 1977), XIV marquesa de Belmonte, XV duquesa de Uceda, VIII marquesa de Montemuzo.[2]

Casó el 23 de octubre de 1993, en Espejo (Córdoba), con Miguel Ángel Pastor y Vélez.
- María del Pilar Pastor y de Latorre (n. Madrid, 2 de marzo de 1996), XV marquesa de Belmonte.[17]